# Elizabeth J. Feinler
Elizabeth Jocelyn " Jake " Feinler (°2 maart 1931) is een Amerikaanse informatica en wetenschapper. Van 1972 tot 1989 was zij actief als directeur van het Network Information Systems Center aan het SRI International (SRI International). Haar onderzoeksgroep beheerde het Network Information Center (NIC) voor het eerste operationele packet-switching-computernet ARPANET. ARPANET zou zich tijdens haar directeurschap ontwikkelen tot het Defense Data Network (DDN) en later het internet .

## Vroege leven en opleiding
Feinler werd geboren op 2 maart 1931 in Wheeling, West Virginia. Ze bracht daar ook haar jeugd door.   In 1954 behaalde ze haar bachelordiploma aan het West Liberty State College . Feinler was als generatiestudent de eerste persoon in haar familie die studeerde aan de universiteit.

## Carrière

### Vroege carrière
Feinler was gestart aan de voorbereidingen van een doctoraat in de biochemie aan de Purdue University toen ze besloot om enkele jaren te gaan werken en geld te verdienen voordat ze aan haar proefschrift zou beginnen. Bij de Chemical Abstracts Service in Columbus, Ohio, werkte ze als assistent-redacteur aan een groot project om alle chemische verbindingen ter wereld te indexeren. Daar raakte ze gefascineerd door de uitdagingen die gepaard gaan met het samenstellen van zulke grote hoeveelheden data. Als gevolg van haar werk in Ohio is ze nooit meer teruggekeerd naar haar doctoraatspositie in de biochemie. In plaats daarvan verhuisde ze in 1960 naar Californië en sloot zich aan bij de afdeling Informatieonderzoek van het Stanford Research Institute (nu SRI International), waar ze meeschreef aan verschillende onderwijsboeken zoals het Handboek Psychofarmacologie en het Handboek Chemische Proceseconomie . 

### ARPANET en NIC
Feinler was actief als hoofd van de afdeling Literatuuronderzoek van de bibliotheek van het Stanford Research Institute (SRI) toen Doug Engelbart haar in 1972 rekruteerde voor zijn Augmentation Research Center (ARC), dat werd gesponsord door het Information Processing Techniques Office van de Amerikaanse Defense Advanced Research Project Agency (DARPA). Haar eerste taak was het schrijven van een bronnenhandboek voor de eerste demonstratie van het ARPANET op de International Computer Communication Conference. Vanaf 1974 werd zij de hoofdonderzoeker van het project, waarna ze hielp bij de planning en uitvoering van het nieuwe Network Information Center (NIC) voor het ARPANET.  
Het NIC bood gebruikers verschillende referentiediensten aan (aanvankelijk telefonisch en per post), beheerde en publiceerde een personenregister (de 'witte gids'), een handboek met bronnen (de 'gele gids', een lijst met diensten) en het protocolhandboek. Het NIC bood de eerste links naar online documenten aan met behulp van het NLS Journal-systeem dat bij ARC was ontwikkeld.
Engelbart zette baanbrekend onderzoek in het ARC voort, terwijl het NIC een dienst aan alle netwerkgebruikers leverde. Dit leidde tot de oprichting van het NIC als een apart project met Feinler als manager. 

### Latere carrière
Nadat Feinler SRI in 1989 verliet, werkte ze als netwerkmanager en hielp ze bij het ontwikkelen van richtlijnen voor het beheer van het Network Information Center (NIC) van het NASA Science Internet (NSI)  bij het NASA Ames Research Center . Feinler doneerde een uitgebreide collectie van gearchiveerde internetdocumenten aan het Computer History Museum in Mountain View, Californië. Nadat ze in 1996 met pensioen ging bij NASA ging ze aan de slag als vrijwilliger bij het museum om het materiaal te catalogiseren. 
In 2010 publiceerde ze een geschiedenis van het NIC.  In 2012 werd Feinler door de Internet Society opgenomen in de Internet Hall of Fame .  